# Ючка (река)
Ючка (Юнза) — река в России, протекает в Архангельской и Вологодской областях, по территории Коношского и Вожегодского районов. Устье реки находится в 12 км по левому берегу реки Вотча. Длина реки составляет 47 км.
Ючка берёт исток в лесах на Верхневажской возвышенности восточнее деревни Кузнецово. Первые километры течёт по территории Архангельской области, затем втекает на территорию Вологодской. Генеральное направление течения — юго-запад, затем — юг, русло — извилистое. В верхнем и среднем течении течёт по заболоченному ненаселённому лесу, в нижнем течении на правом берегу — деревня Федяевская (Сельское поселение Явенгское). Незадолго до устья принимает слева два крупнейших притока: Лозова (2 км от устья) и Шитроба (1 км от устья). Ючка впадает в Вотчу 12 км выше впадения самой Вотчи в Кубену.

## Данные водного реестра
По данным государственного водного реестра России относится к Двинско-Печорскому бассейновому округу, водохозяйственный участок реки — озеро Кубенское и реки Сухона от истока до Кубенского гидроузла, речной подбассейн реки — Сухона. Речной бассейн реки — Северная Двина.
Код объекта в государственном водном реестре — 03020100112103000005375.